# コルベ・シュミット反応
コルベ・シュミット反応（コルベ・シュミットはんのう、英語: Kolbe–Schmitt reaction）とは、アルカリ金属のフェノキシド（フェノールの塩）に高温・高圧（例: 4～７ atm, 125 ℃）で二酸化炭素を作用させてオルト位をカルボキシル化させ、酸による中和後にサリチル酸を得る有機化学反応である。その名は反応を発見したヘルマン・コルベと、高温・高圧条件を見出したルドルフ・シュミットにちなむ。

サリチル酸はアスピリンの前駆体であり、その工業的合成法において重要な反応である。

## 反応機構
コルベ・シュミット反応ではまずフェノラートアニオンのオルト位の炭素が二酸化炭素へ求核的に付加し、生じた付加体が続いて熱分解を受けてサリチル酸塩となる。最後に酸で処理してサリチル酸を得る。